# Maria Assumpció Codina i Gubianes
Maria Assumpció Codina i Gubianes, o Assumpta, (Breda?, 2 de gener del 1943-) és compositora, pianista i professora de música.
Rebé les primeres lliçons de música del seu pare, i les continuà al Conservatori Superior Municipal de Música de Barcelona amb mestres com Joan Dotras (piano), Margarida Alfonso, Lluís Maria Millet, Joaquim Zamacois (harmonia), Joan Pich i Santasusana (contrapunt), Josep Poch, Joan Massià i Xavier Montsalvatge (composició i instrumentació). Es dedicà a l'ensenyament, i fou professora de composició (i sotsdirectora 1985/1986) del Conservatori Superior Municipal de Barcelona, així com ensenyà al Conservatori de Música de Badalona i a l'"Acadèmia Ars Nova" de Maria Canals, a Barcelona. També fou professora a l'Escola Música Casp (dels jesuïtes).
A mitjans dels anys 80, i juntament amb Josep Castanyer (impulsor), Jaume Cabra i la pianista Maria Dolors Campeny, començà a organitzar les "Vesprades Musicals" (1984-2004) i el "Nadalenc Musical Jove" (1987-2002), a Breda. Assumpta Codina també promogué el "Concert al pati de l'Abadia" (1992) i al "I Stage de Música a Breda" (juliol del 1995). Tocà a l'espectacle Teatre i Músics a l'Abadia del projecte Breda. Mil anys, mil històries! (2012). Ha format part del jurat del Concurs Internacional de Música Maria Canals i del concurs internacional de piano "Agropoli" de Salern (1990-1998).
Ha compost cançons, peces instrumentals de música de cambra i sardanes. Guanyà un premi de la Fundació Francesc Basil i el 27 de setembre del 1996 va rebre el reconeixement de Breda en el "Sopar homenatge als bredencs distingits" per la seva aportació a les "Vesprades musicals", "El nadalenc musical jove" i l'"Estage Musical".

## Obres
Selecció
- Abanico para acá... (1975), havanera per a cor
- Aquarel·la (1980-1987), per a guitarra
- Blau-verd (1992), música de ballet per a cobla
- Caprici (1994)
- Caprici (1983), per a acordió coescrita amb José Manuel García Pérez
- Himne de la Unió Esportiva Breda (1997), per a cor i orquestra de cambra[10]
- L'horitzó i la nit (1983), per a veu i quartet de corda
- Selene, per a quartet de saxòfons
- U.I.É. (1989), per a guitarra, encàrrec de l'UNICEF

### Sardanes
- La bassa del molí (1994)
- Bessones boniques
- Gaserans, enregistrada
- Laia estimada (2008)
- Sons d'albada[11]
- Sardana dedicada a les puntaires de Breda (2014), amb lletra de Maria Sarsanach[12]